# Wijken en buurten in Valkenswaard
De Nederlandse gemeente Valkenswaard is voor statistische doeleinden onderverdeeld in wijken en buurten. De gemeente is verdeeld in de volgende statistische wijken:
- Wijk 00 Valkenswaard (CBS-wijkcode:085800)
- Wijk 01 Kloosterakkers en Dommelen (CBS-wijkcode:085801)
- Wijk 02 Borkel en Schaft (CBS-wijkcode:085802)

Een statistische wijk kan bestaan uit meerdere buurten. Onderstaande tabel geeft de buurtindeling met kentallen volgens het Centraal Bureau voor de Statistiek (2008):
| CBS-buurtcode | Buurtnaam                                        | Inwonertal | Opp. totaal (ha) | Opp. land (ha) | Ligging                |
| ------------- | ------------------------------------------------ | ---------- | ---------------- | -------------- | ---------------------- |
| BU08580000    | Centrum                                          | 3710       | 86               | 86             | Locatie in de gemeente |
| BU08580001    | Geenhoven                                        | 3010       | 65               | 65             | Locatie in de gemeente |
| BU08580002    | Turfberg-Noord                                   | 1750       | 143              | 140            | Locatie in de gemeente |
| BU08580003    | Turfberg-Zuid                                    | 3260       | 102              | 102            | Locatie in de gemeente |
| BU08580004    | Hoge Akkers                                      | 3140       | 121              | 120            | Locatie in de gemeente |
| BU08580005    | Kerkakkers                                       | 2320       | 72               | 72             | Locatie in de gemeente |
| BU08580006    | Het Gegraaf                                      | 2770       | 171              | 170            | Locatie in de gemeente |
| BU08580007    | Industrieterrein Schaapsloop                     | 100        | 132              | 131            | Locatie in de gemeente |
| BU08580009    | Verspreide huizen Turfbergse Heide Nederheide    | 340        | 1563             | 1447           | Locatie in de gemeente |
| BU08580100    | De Belleman                                      | 240        | 6                | 6              | Locatie in de gemeente |
| BU08580101    | Agnetendal                                       | 1880       | 48               | 48             | Locatie in de gemeente |
| BU08580102    | Schepelweijen                                    | 2710       | 59               | 59             | Locatie in de gemeente |
| BU08580103    | Brouwershof                                      | 1840       | 40               | 40             | Locatie in de gemeente |
| BU08580104    | Keersop                                          | 50         | 96               | 94             | Locatie in de gemeente |
| BU08580105    | Keersopperbeemden                                | 1450       | 25               | 25             | Locatie in de gemeente |
| BU08580106    | Dommelen                                         | 1180       | 148              | 146            | Locatie in de gemeente |
| BU08580200    | Borkel                                           | 580        | 168              | 168            | Locatie in de gemeente |
| BU08580201    | Schaft                                           | 190        | 129              | 128            | Locatie in de gemeente |
| BU08580208    | Verspreide huizen Klein Borkel en Achterste Brug | 210        | 1348             | 1346           | Locatie in de gemeente |
| BU08580209    | Verspreide huizen Malpiebergse- en Opperheide    | 140        | 1122             | 1105           | Locatie in de gemeente |